# Иуда Москони
Йегуда Леон бен Моше Москони (ок. 1328—1377) — средневековый еврейский философ, раввин и учёный, родившийся в Болгарии.
Родился в Охриде. Примерно в 1360 году покинул Балканы и с тех пор много путешествовал. Живя в Негропонте, учился у Шемарии бен Илии, в Египте — у Обадии Мизри (Obadiah Miẓri). Примерно в 1362 году находился во Франции, в Перпиньяне, где вёл дискуссии с философом Моше Нарбони и астрономом Давидом Бонгороном.
В 1360-е годы написал суперкомментарий на комментарий Ибн-Эзры на Пятикнижие Моисея. В своём труде Москони приводит цитаты из других работ Ибн-Эзры, перевода Пятикнижия на арабский, выполненного Саадией, комментариев Маймонида к «Афоризмам» Гиппократа и произведений других учёных и философов. Также оставил оценку трудов более ранних комментаторов Ибн-Эзры.
Кроме того, Москони отредактировал хронику «Иосиппон» (переделку записок Иосифа Флавия) и написал к этому труду предисловие. Вариант Москони послужил основой для издания «Иосиппона», выполненного в 1510 году в Константинополе.
Собрал значительную библиотеку, которую после смерти Москони приобрёл король Арагона.